# Спостережна станція (маркшейдерія)
Спостережна станція — мережа реперів, закріплених на земній поверхні або підземних гірничих виробках, як правило, у вигляді трьох профільних ліній (одна за простяганням і дві навхрест простяганню пласта, який відпрацьовується) для визначення основних параметрів процесу зрушення при підземній розробці одного-двох пластів. Термін існування станції — від 1 до 3 років. 
Станція спостережна спеціальна — мережа реперів, закладених на земній поверхні у підроблюваних будовах, спорудах та об'єктах для визначення взаємозв'язку деформацій ґрунту і споруд з метою вибору заходів по їх охороні.